# Rage comic
Pour les articles homonymes, voir Rage.

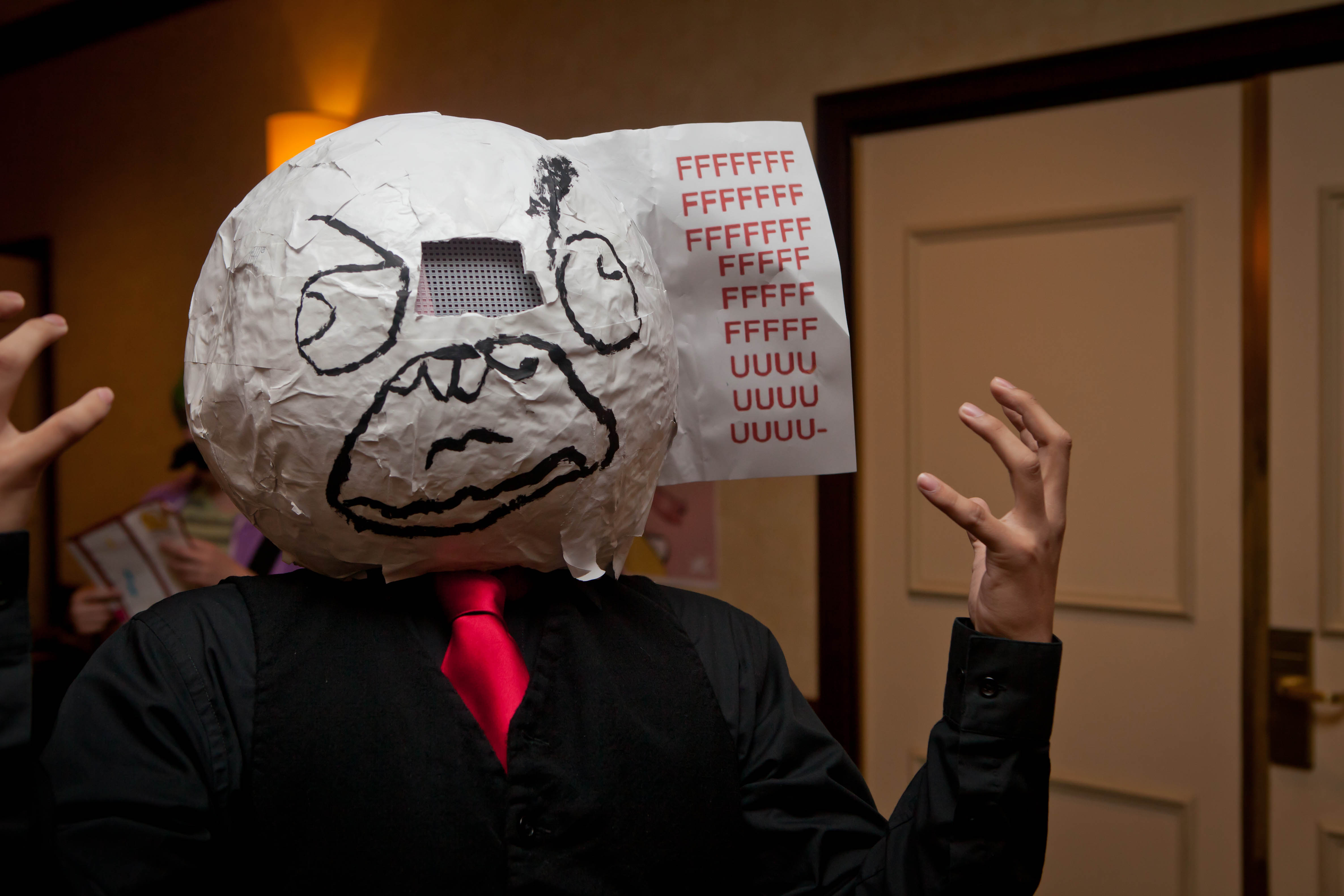
Un cosplayer de Rage Guy au Anime Los Angeles en 2012.

Un rage comic (expression anglophone que l'on peut grossièrement traduire par « bande dessinée de colère ») est un mème internet sous la forme d'une courte bande dessinée racontant les petits tracas et les histoires de la vie quotidienne, le tout avec un ton humoristique, et avec l'aide de visages grossièrement dessinés (en anglais, « faces »). La particularité de ce type de mème est qu'il est souvent réalisé avec un logiciel de dessin très basique, le plus souvent MS Paint, même si aujourd'hui il existe des sites pour en créer en quelques clics. Les rage comics tirent leur nom (et surtout leur popularité) du rage guy (ou rage face), le « mec énervé » qui clôture très souvent ces petites bandes dessinées.

## Origines
Le premier rage comic est né en 2008 sur le forum « images » du site 4chan. La bande dessinée, qui décrit une mésaventure aux toilettes, se finit par une expression de colère noire tandis que le héros s'écrie « FFFFFFFUUUUUUUUUUUU », le début du mot « fuck », soit, dans ce contexte, « et merde ! ». Quelque temps plus tard, ce rage comic réapparait avec une fin alternative mettant en scène un nouveau type de visage, le « better than expected face » (« mieux qu'espéré »).
Vers 2009, Reddit lance une catégorie nommée « FFFFFFFUUUUUUUUUUUU » (abrégé F7u12) qui regroupe tous les rage comics créés à l'époque, et qui offre à ses utilisateurs la possibilité d'en créer de nouveaux. Avec le temps, de nouveaux visages voient le jour, comme le me gusta face. Certains n'ont pas le rage comic pour origine mais ont fini par y être associés, comme le célèbre troll guy (aucun rapport avec Édouard Khil à l'origine) ou le Y U NO guy, tiré du manga Gantz. Par la suite, des personnalités inspirent de nouveaux rage comics, comme Jackie Chan pour My Brain is full of fuck.

## Particularités
- Un rage comic se compose généralement d'un nombre de cases assez restreint.
- Les personnages s'appellent souvent Derp ou Herp (Derpina/ette ou Herpina/ette pour le féminin), ces mots en anglais désignant généralement la stupidité.
- Habitude prise par les auteurs anglophones de rage comics, l'article défini « le » (en français dans le texte original) est souvent utilisé. Les auteurs francophones eux, utilisent l'équivalent anglais « the », en anglais dans le texte français. par exemple, pour expliquer que l'action se déroule tandis qu'il prend un bain, le narrateur anglophone dira « le me taking a bath » quand le narrateur francophone dira « the me prenant un bain ».
- L'élément perturbateur dans un rage comic est souvent accompagné de l'adjectif « wild », c'est-à-dire « sauvage », « féroce ». Cette coutume provient du jeu Pokémon, dans lequel chaque apparition d'un Pokémon non encore capturé est décrite comme suit : « a wild [Pokémon] appears ». Ainsi, pour signaler l'arrivée inopinée d'un professeur, le narrateur peut employer la phrase « a wild teacher appears », « a wild girlfriend appears » s'il s'agit de sa petite amie, etc.
- Si la langue majoritaire des rage comics est l'anglais, il existe cependant des communautés dans d'autres langues.

## Exemples

### Trollface
L'un des rage faces les plus largement utilisés est le Trollface (en), dessiné par l'artiste d'Oakland Carlos Ramirez en 2008. Publié à l'origine dans une bande dessinée sur son compte DeviantArt Whynne à propos du trollage sur Internet sur 4chan, le trollface est une image reconnaissable des mèmes et de la culture Internet. Ramirez a utilisé sa création, enregistrée auprès du United States Copyright Office en 2009, et a gagné plus de 100 000 $ en frais de licence. Le jeu vidéo Meme Run pour la console Wii U de Nintendo a été retiré parce qu'il avait le trollface comme personnage principal,,.

### Autres
Voici quelques rage faces parmi les plus courantes, chacune convenant à une situation particulière :
- poker face (« l'air de rien »), terme utilisé à l'origine pour décrire le visage impassible d'un joueur de poker, est employé dans les cas où le personnage principal tente de rester impassible ou de feindre l'innocence ;
- me gusta (soit « ça me plaît » en espagnol), exprime le plaisir ou la satisfaction ;
- le troll est le plaisantin ou méchant de l'histoire ;
- LOL exprime le rire, la bonne blague, la complicité entre plaisantins ;
- Challenge accepted (« défi relevé ») s'applique aux situations où le héros doit ou croit devoir faire ses preuves ;
- Forever alone (« éternellement tout seul ») est l'éternel célibataire, le sans-ami ;
- I lied (« j'ai menti ») est utilisé dans les situations où le personnage principal a menti ;
- Cereal guy, personnage qui crache ses céréales, est utilisé pour exprimer des réactions de surprise ;
- Y U NO (« pourquoi tu ne... ») critique l'attitude d'autres personnes face à un problème particulier ;
- Are fucking kidding me? (« tu te fous de moi ? ») exprime la surprise face à une réaction stupide.